# 桂福楽
桂 福樂（かつら ふくらく）は、落語家の名跡、当代は二代目。
- 初代笑福亭福樂 - 後∶桂米若
- 二代目桂福樂 - 本項にて記述

二代目 桂 福樂（かつら ふくらく、1959年8月2日 - ）は大阪府東大阪市永和出身の落語家。本名∶西野 信二。出囃子は「ずんどこ」。松竹芸能所属。

## 来歴・人物
東大阪市立永和小学校卒業。東大阪市立上小阪中学校入学、2年生の夏に枚方市への転居に伴い枚方市立第四中学校へ転校。啓光学園（現・常翔啓光学園）高等学校卒業。1978年大阪芸術大学芸術学部文芸学科に入学。在学中の1979年12月に4代目桂福団治に入門。学業との両立が難しく中退する。
入門時からの高座名は「桂小福」。1980年4月に尼崎市の「もがわ寄席」が初舞台。
難解な古典落語の言葉や風習を分りやすく、オチも現代に通じるようアレンジしたり、1991年に初めて服を着て椅子席での新作落語に挑戦、落語の他にもベース漫談をするなど、持ち味と趣味を生かした活動をしている。噺家バンド「ヒロポンズ・ハイ」の初代ベーシスト。上方落語協会、関西演芸協会会員。
病気療養のため、2009年秋頃から高座に上がっていなかったが、2012年1月、上方落語協会に復帰して、3月には天満天神繁昌亭に出演。2013年6月から長年続けてきた落語会「福楽の底力」も再スタートしている。

## 改名歴
- 2004年4月9日 「桂福樂」を襲名。B1角座を皮切りに、神戸もとまち寄席、東京・国立演芸場、京都市民寄席にて襲名披露公演を行った。
- 2代目露の五郎兵衛との話し合いで福助、福遊、福丸、福珍、福我などの候補から画数に良い福楽が選ばれた（「落語系圖」を参考にした）。ちなみに初代福樂は初代笑福亭福松門下で笑福亭福樂を名乗っていた。

## 受賞歴
- 1999年 「大阪文化祭賞」奨励賞

## 得意ネタ
- 代書
- 京の茶漬け
- ふぐ鍋

など